# Chamaea
Chamaea is een monotypisch geslacht van zangvogels uit de familie Paradoxornithidae (diksnavelmezen). De enige soort is:
- Chamaea fasciata  – Winterkoningmees